# Anse
Anse este o comună în departamentul Rhône din sud-estul Franței. În 2009 avea o populație de 5.604 de locuitori.

## Evoluția populației
| An        | 1975  | 1982  | 1990  | 1999  | 2006  | 2009  |
| --------- | ----- | ----- | ----- | ----- | ----- | ----- |
| Populație | 3.116 | 3.705 | 4.458 | 4.744 | 4.996 | 5.604 |